# Meghan Toohey
Meghan Toohey is een in New York wonende, Amerikaanse singer-songwriter, producent en multi-instrumentalist uit Massachusetts. Na het leiden van de band The So and So's uit Boston, verhuisde Toohey naar Los Angeles en verplaatste haar focus naar het spelen van gitaar voor andere artiesten (The Weepies, Lenka, Lucy Schwartz) en het werken als muziekproducent (Vivek Shraya, Garrison Starr, Margaret Cho). In 2016 begon Toohey gitaar te spelen voor de Broadway-musical Waitress, geschreven door Sara Bareilles. Ze toerde met Manolo Gracia in Spanje in oktober 2018.

## Biografie
Meghan Toohey, een inwoner van Chelmsford, Massachusetts, begon op 5-jarige leeftijd muziek te schrijven, toen haar ouders haar een speelorgel kochten voor haar verjaardag. Ze is de dochter van een leraar Engels en een muziekleraar, die heeft bijgedragen aan haar liefde voor melodie en lyriek.
In Boston bezocht Meghan Toohey het Berklee College of Music, waar ze de Songwriting Achievement Award kreeg en haar nummer This Ride werd geselecteerd om opgenomen te worden door Eddie Kramer, dat haar vervolgens op 20-jarige leeftijd een contract opleverde bij Sony Music Entertainment. This Ride werd geselecteerd uit 60 andere ingezonden nummers om op te nemen, te mixen en te masteren.

## The So and So's
The So and So's werden in 2003 geformeerd door de Bostonse multi-instrumentaliste, songwriter, producent en vertolker Meghan Toohey. The So and So's werden geleid door Toohey, die alle nummers van de band schreef. Naast Toohey op leadzang, leadgitaar en Hammondorgel, bestond de band uit Jay Barclay op gitaar en zang, Rodrigo Monterrey op bas en zang en Chris Hobbick op drums.
In 2003 nam de band de ep The Silver Sessions op met acht songs, die beschikbaar werd gesteld tijdens de concerten en via download op de website. In 2004 bracht de band Give Me Drama uit met 8 nieuwe nummers en 4 eerder opgenomen nummers van The Silver Sessions EP.
Op 29 september 2004 ontvingen The So and So's en Give Me Drama een 2004 Boston Music Award voor «Local Debut Album of the year».

## De Cold and Lovely
Toohey vormde de in Los Angeles gevestigde alternatieve rockband The Cold and Lovely met bassiste Nicole Fiorentino (The Smashing Pumpkins/Veruca Salt). Tijdens het vrijwilligerswerk in het Rock Camp for Girls in Los Angeles, verbond het duo zich met Patty Schemel (Hole, Imperial Teen, Hits So Hard Documentary), die na het beluisteren van de demo's haar drumkunst aanbood en deel ging uitmaken van de band.
De band bracht zijn debuutalbum uit in juni 2012 na een succesvolle PledgeMusic campagne. De eerste single Not With Mewerd werd op 24 april 2012 beschikbaar gesteld op de Cold and Lovely website. Het album bevat gastoptredens van Brian Aubert van Silversun Pickups, Kat Turner en Jeff Klein.
Op 24 september 2013 heeft The Cold and Lovely zijn tweede album Ellis Bell EP uitgebracht. Een luxe versie van Ellis Bell met twee nieuwe nummers en een remix van het nummer Ellis Bell van Dan Konopka van OK Go werd beschikbaar gesteld in juni 2014.
De band bracht What Will I Become uit op 20 januari 2015.

## De Weepies
Meghan Toohey speelt ook gitaar en andere instrumenten, zowel in de studio als op tournee met Nettwerk artiesten The Weepies, inclusief hun meest recente publicatie/tournee voor Be My Thrill, die debuteerde op #34 in de Amerikaanse Billboard 200 hitlijst.

## Sara Bareilles
Meghan Toohey speelde gitaar voor Sara Bareilles tijdens live shows en tv-optredens, zoals The Late Show with Stephen Colbert en speelt momenteel in de Broadway musical Waitress.

## Productie en andere werkzaamheden
Naast haar huidige werk als songwriter en Broadway-gitariste richt Toohey zich ook op het produceren van artiesten. Onlangs produceerde ze een volledig vrouwelijke versie van Jesus Christ Superstar, met optredens van Cynthia Erivo en Shoshana Bean. Ze heeft geproduceerd voor artiesten als Rachael Cantu, Vivek Shraya en Garrison Starr. Ze produceerde ook een track off van het Grammy Award-genomineerde album Cho Dependent van Margaret Cho. Meghan Toohey scoorde haar tweede film en produceerde de tweedejaars uitgave in 2010 van de Canadese artiest Vivek Shraya. Ze heeft ook een licentie voor een aantal van haar liedjes voor film (inclusief de originele score voor A Finished Life op HERE TV) en televisie (ABC's Private Practice) en voltooide originele muziek voor een nieuwsnetwerk uit Londen. Tijdens de jaren 2000 trad Meghan op over de hele wereld met haar band The So and So's en werkte ze samen met de producenten Victor Van Vugt en Eddie Kramer.
In 2015 werkte Meghan samen met haar langdurige schrijfpartner Michelle Featherstone aan de publicatie Toozigoots van Children's Music. De cd heeft als doel om kinderen te laten kennismaken met de ontwikkeling van een levendige collectie van vrolijke liedjes.
Meghan maakt deel uit van het executive team van Rock And Roll Camp for Girls Los Angeles, waar ze sinds 2012 vrijwilligerswerk doet.

## Discografie
- 2020:	Butch - Meg Toohey
- 2015:	What Will I Become - The Cold and Lovely
- 2013:	Ellis Bell EP - The Cold and Lovely
- 2012:	The Cold and Lovely - The Cold and Lovely
- 2010:	Be My Thrill - The Weepies
- 2008:	Hideaway - The Weepies
- 2006:	Say I Am You - The Weepies
- 2004:	Give Me Drama - The So and So's
- 2003:	The Silver Sessions EP - The So and So's
- 2001:	Eight So Low - Meghan Toohey
- 2000:	Romantic Blunder - Meghan Toohey